# Бристолски залив
Бристолски залив (енгл. Bristol Channel, велшки Môr Hafren) је већи залив на западној обали Велике Британије, раздвајајући Јужни Велс од Девона и Самерсета у југозападној Енглеској. Име долази од града Бристола који се налази на обали залива.
Највећа ширина залива је око 50 Km.